# Concilio del Terremoto
El Sínodo del Terremoto fue un concilio inglés que tuvo lugar el 21 de mayo de 1382 cerca de Blackfriars de Londres, Inglaterra.
William Courtenay, arzobispo de Canterbury, convocó el concilio para dirigirse a los pensadores lolardos emergentes quienes desafiaban a la Iglesia. En particular, el concilio condenó las veinticuatro tesis de John Wycliffe, aunque muchas ya eran condenadas como herejía por un concilio en la Catedral de San Pablo que se reunió en febrero de 1377. El concilio también emitió enseñanzas sobre la doctrina de la transustanciación y los frailes . El concilio toma su nombre  del terremoto del estrecho de Dover de 1382 que sacudió la ciudad de Londres durante sus reuniones. 

## Otras lecturas
- Cole, A. (2008). El Consejo de Blackfriars, Londres, 1382. En Literatura y herejía en la era de Chaucer (Estudios de Cambridge sobre literatura medieval, págs. 3–22). Cambridge: Prensa de la Universidad de Cambridge. doi:10.1017/CBO9780511481420.002

- Datos: Q5327260